# Geschichte der Stadt Gernrode
Die Geschichte der Stadt Gernrode wird wesentlich durch das 959 gegründete Damenstift bestimmt. Im Schatten des Stiftes entstand ein Marktflecken Gernrode, der im Jahr 1539 das Stadtrecht erhielt.

## Gründung des Damenstiftes in Gernrode

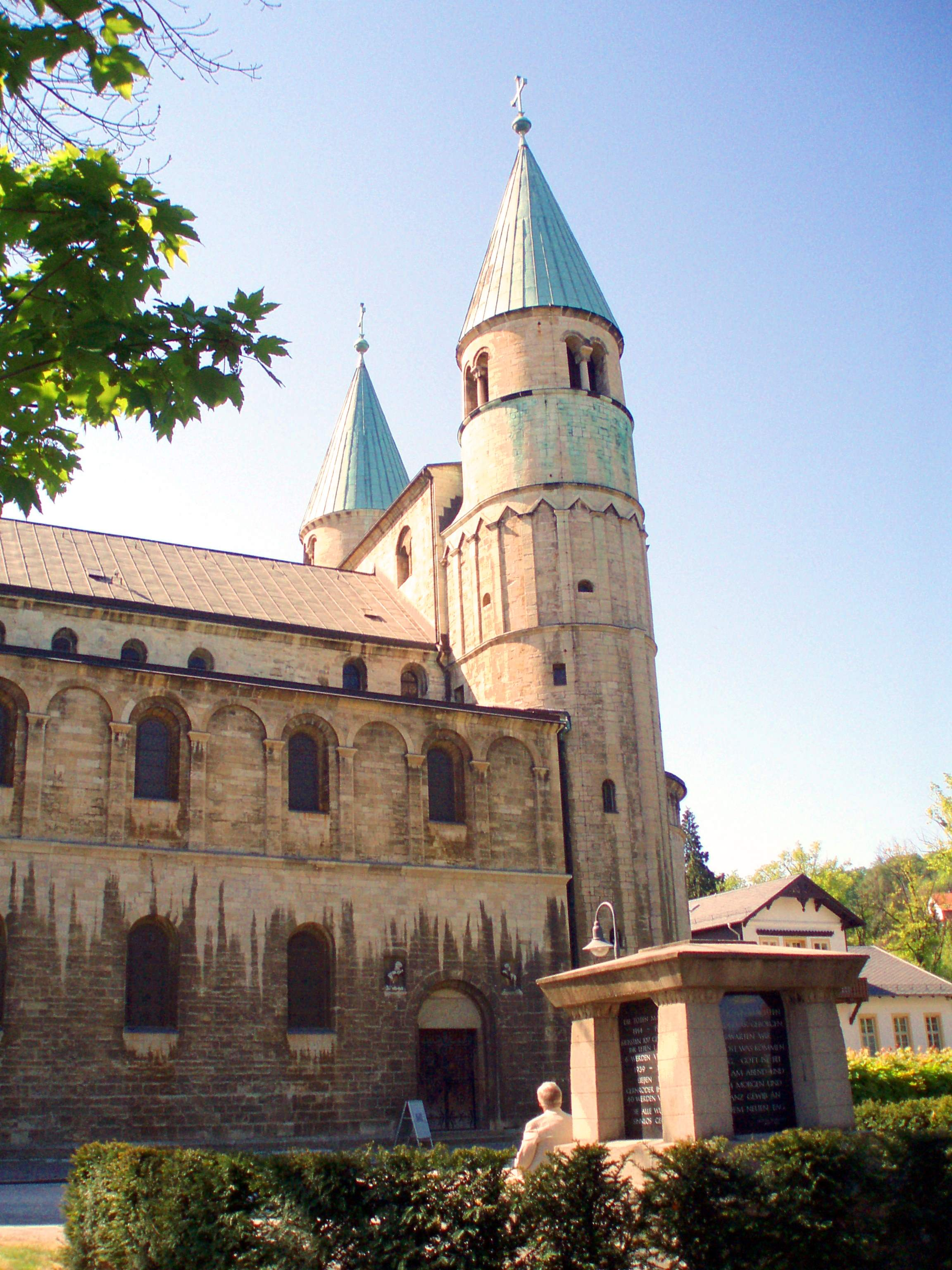
Stiftskirche Gernrode

Markgraf Gero gründete im Jahre 959 in seiner Burg Geronisroth nach dem Tode seiner beiden Söhne Sigfrid und Gero das Damenstift Gernrode und setzte seine Schwiegertochter Hathui als Äbtissin ein. König Otto I. bestätigte die Stiftung am 17. Juli des Jahres 961.
Seine Nachfolger erteilten dem Kapitel in Urkunden die Freiheit, eine Äbtissin zu wählen und einen Schutzvogt nach dem Bedürfnis des Stifts anzunehmen.  Gernrode lag im Sprengel des Bistums Halberstadt, unterstand aber unmittelbar dem Papst und dem Kaiser. Entsprechend einer Urkunde vom 25. März 964 hatte das Stift Besitz an Kirchen und Gütern in 76 Ortschaften.  Die zu wählenden Äbtissinnen waren meist Fürstentöchter oder aus dem hohen Adel; die Zahl der Stiftsdamen soll 24 betragen haben.
Das Stift entwickelte sich zu einem wichtigen ottonischen und salischen Zentrum und war den Reichsabteien gleichgestellt. Kaiser Heinrich V. weilte zu Besuch in Gernrode  und Kaiser Friedrich Barbarossa hielt 1188 in Gernrode einen Hoftag ab.
Die erste Äbtissin Gernrodes Hathui verstarb am 4. Juli 1014 nach 50 Jahren Herrschaft; sie wurde neben dem Grab von Markgraf Gero beigesetzt. Seit Hathui haben in den 650 Jahren des Bestehens der Abtei 35 Äbtissinnen das Stift geleitet, diese entstammten vorwiegend fürstlichen Häusern. Die Äbtissin von Gernrode hatte im Jahre 999 von Kaiser Otto III. den Titel einer gubernatrix erhalten. Das bedeutete, sie hatte die Rechte und Pflichten eines Landesherren – sie war also eine Fürstin. Das Gernröder Stift war damit den damaligen großen Reichsabteien gleichgestellt.

## Marktflecken im Schatten der Stiftskirche
In der Bestätigungsurkunde von 961 wird erstmals ein Ort Rode erwähnt, der sich neben dem Stift und der Burg Geronisroth befand. Der Ort Geronrod ist nach der Endung -rode als Rodungsdorf entstanden. Seit 1700 hat sich Gernrode als Name der Stadt durchgesetzt. Die Äbtissinnen hatten die Hoheit über das Dorf Gernrode. Der Äbtissin stand bei der Erfüllung ihrer Aufgaben ein Schutzvogt zur Seite; dieser hatte die Abtei vor Angriffen zu schützen und übte die weltliche Gerichtsbarkeit über das Stift und die hohe Gerichtsbarkeit über den Ort Gernrode aus. Im Jahre 1149 wurde Albrecht der Bär aus dem Hause der Askanier der Schutzvogt des Stiftes. Von da ab bis zum Ende der Abtei 1616 stellten die Askanier meistens den Schutzvogt der Abtei.
Der Ort befand sich im Bereich um die Kirche St. Stephanus, die in dieser Urkunde als Marktkirche erwähnt wird. Im Osten kann die Grenze im Tal des Scheelichenbaches angenommen werden, dort befand sich bis ins 19. Jahrhundert auch ein Stadttor. Der Nordabschluss ist im Bereich der Marktstraße und der Clara-Zetkin-Straße zu vermuten, während die heutige Schulstraße die Südgrenze des Dorfes anzeigt. Im Westen bot sich als Grenzbaum eine große Linde im Pfarrgarten an.
Im Jahre 1533 wurde in Gernrode das erste Schulgebäude auf Geheiß der Äbtissin Anna von Plauen erbaut und aus Mitteln der Abtei betrieben. Eine Schrift Luthers von 1524 bewog Elisabeth von Weida offenbar, den Bau einer Schule zu veranlassen, denn er verlangte, dass für das gemeine Volk Schulen zu errichten seien. 1532 starb Elisabeth von Weida, aber ihre Nachfolgerinnen, Anna von Plauen und Anna von Kitlitz, führten ihre Schulpolitik fort und hielten auch die Beziehungen zur Universität Wittenberg aufrecht. An der Schule wurden Kinder unabhängig vom Stand ihrer Familie gleichermaßen unterrichtet. Heute geht man davon aus, dass es die wahrscheinlich älteste protestantische Elementarschule in Deutschland war. Noch bis 1847 fand in den Schulräumen Unterricht statt.

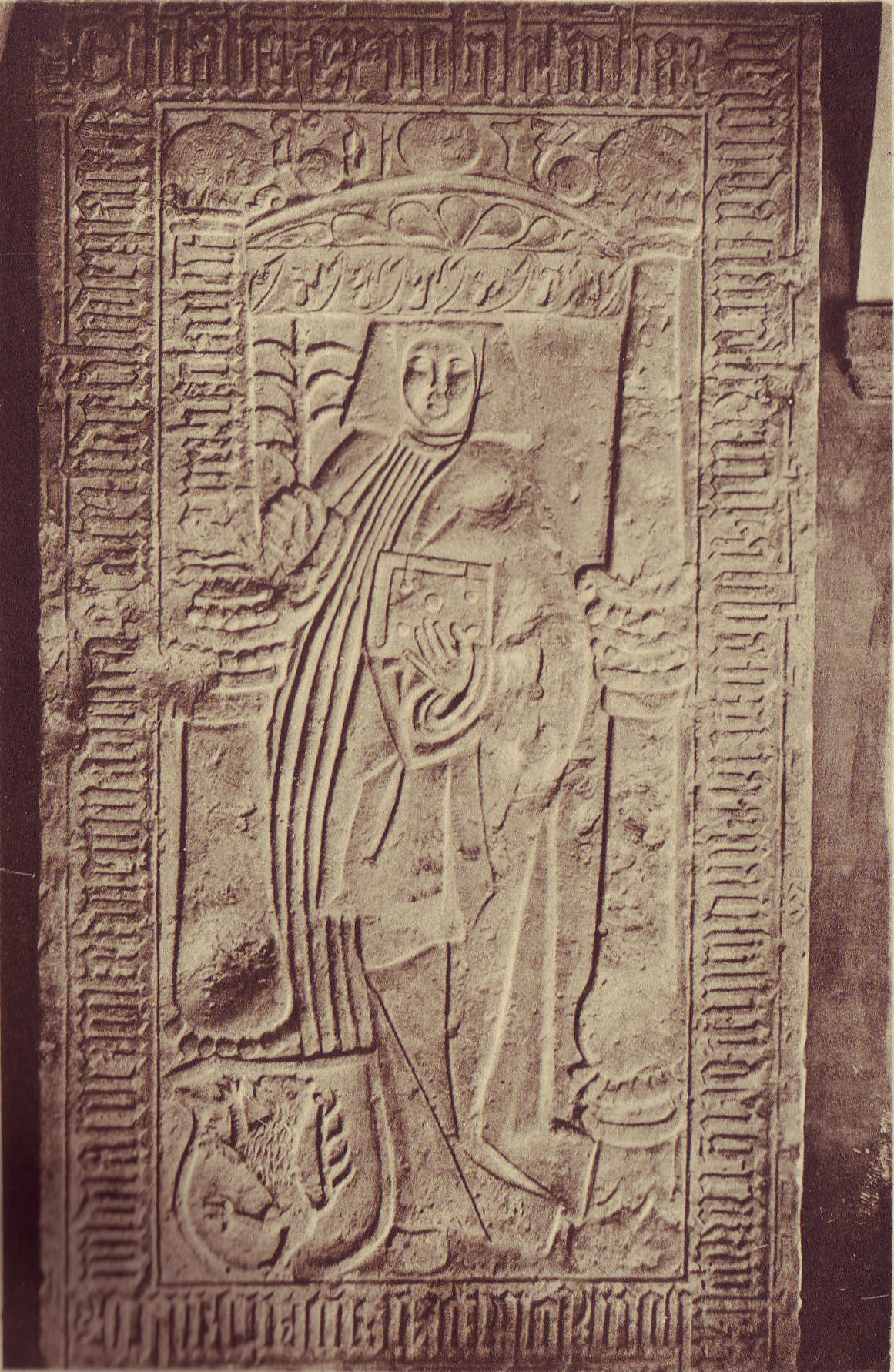
Grabplatte der Elisabeth von Weida

Durch die Äbtissin Anna von Plauen erhielt der Ort 1539 das Recht, ein Siegel und ein Wappen zu führen. Eine ausdrückliche Verleihung des Stadtrechtes hingegen scheint nie erfolgt zu sein, allerdings gratulierte der anhaltische Städtelandtag, in dem Gernrode Sitz und Stimme hatte, 1939 zum 400. Jahrestag der Verleihung des Stadtrechtes.
Aufgrund seiner geringen Bedeutung blieb Gernrode immer Marktflecken, der Ort bzw. der Markt waren nicht ummauert. Noch im 17. und 18. Jahrhundert wird Gernrode in Urkunden als Flecken und ganz selten als Stadt bezeichnet.
Nach dem Tode der Anna von Kittlitz im Jahr 1558 kam es zu Auseinandersetzungen zwischen den Stiftsdamen und dem Fürsten Joachim Ernst von Anhalt, der seine Stellung als Schutzvogt dazu benutzen wollte, die Wahl seiner minderjährigen Schwester Elisabeth durchzusetzen.
Er sandte seine Räte nach Gernrode, doch der Plan scheiterte am Widerstand des Kapitels, das sich einstimmig für die Dekana Elisabeth II. von Gleichen entschied. Elisabeth II. war die letzte Äbtissin von Gernrode, die nicht aus dem anhaltischen Fürstenhause stammte. Als sie am 19. Dezember 1564 starb, wurde nun doch die gleichnamige Schwester des Schutzvogtes zur Äbtissin gewählt.
Als Elisabeth III. eröffnete sie die Reihe der anhaltischen Prinzessinnen, die schon als Kinder als von Gernrode bezeichnet wurden und nur bis zu ihrer Verehelichung im Stift blieben. Elisabeth verzichtete 1570 auf ihre Würde. Ihr folgte Anna Maria (1570–1577), Sibylle (1577–1581), Agnes Hedwig (1581–1586), Dorothea Maria (1586–1593), Sophia Elisabeth (1593–1614).
Nach dem Ausscheiden der Äbtissin Sophia Elisabeth von Anhalt aus dem Stift wurde keine Neuwahl vollzogen, daher blieb der Posten der Äbtissin vakant. Damit wurde die faktische Eingliederung des Stiftes in das Fürstentum Anhalt vollzogen.
Bei der 1603 erfolgten Teilung Anhalts in vier Teile wurden das Stift und die Stadt den Senioratsgütern zugewiesen. Die Verwaltung und Regierung des ehemaligen reichsunmittelbaren Stiftes lag nun in den Händen des jeweiligen Seniors der anhaltischen Fürsten. Die Rechtsnachfolge wurde 1728 durch Kaiser Karl VI. endgültig dem anhaltischen Fürstenhaus übertragen. Im Jahr 1802 erfolgte durch Franz II. die letztmalige Belehnung.

### Die Zeit der anhaltischen Fürsten und Herzöge
Als 1696 die Senioratsgüter aufgeteilt wurden, fiel der nördliche Teil des ehemaligen Stiftsgebietes, Großalsleben und Alikendorf an Anhalt-Dessau. Die am Harz gelegenen Gebiete erhielt Anhalt-Bernburg. Die Stadt Gernrode kam an eine Nebenlinie der Anhalt-Bernburger zu Anhalt-Harzgerode. Ab 1709 gehörte auch die Stadt Gernrode zum Fürstentum Anhalt-Bernburg.

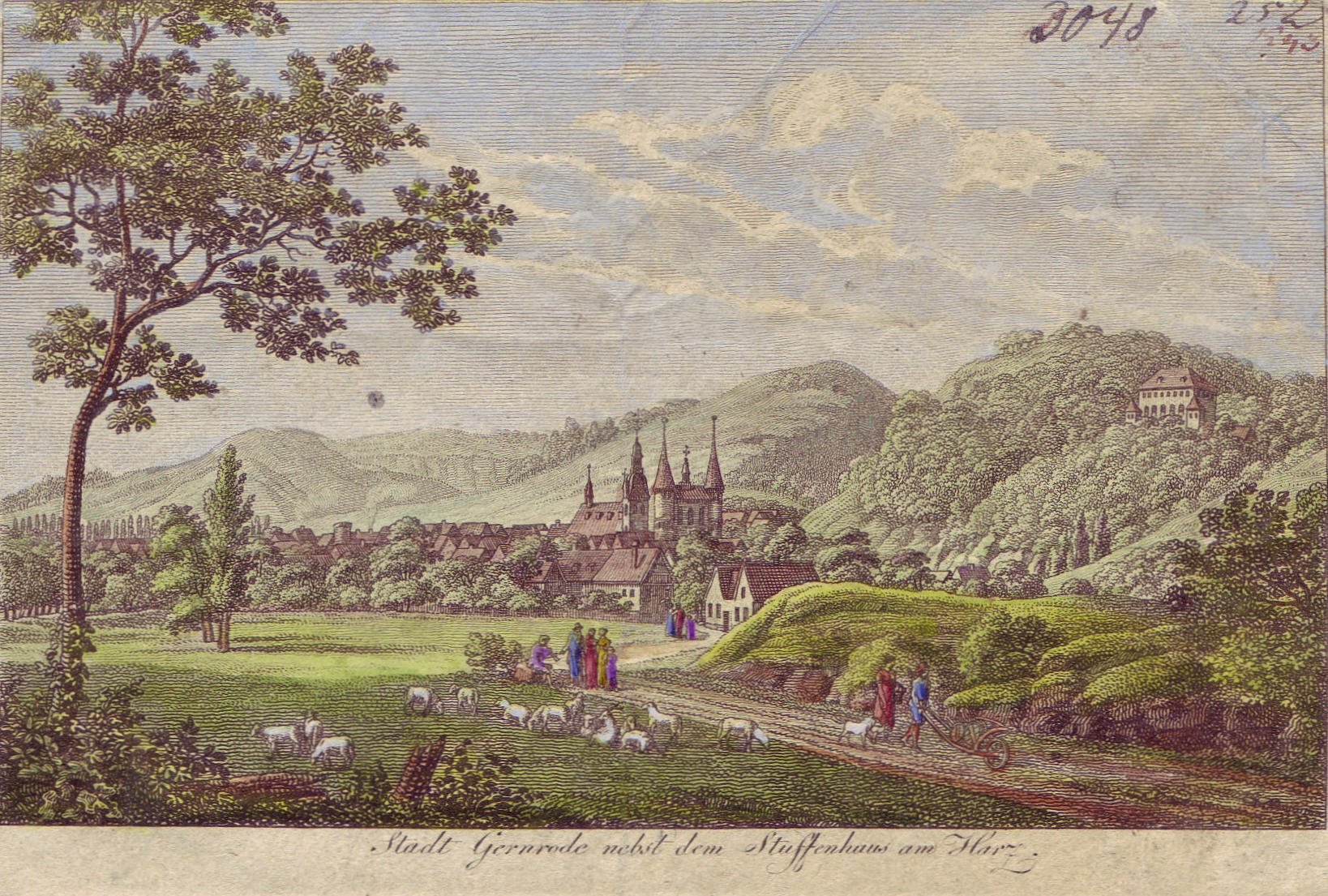
Ortsansicht um 1800

Im Jahr 1806 wurde das Fürstentum Anhalt-Bernburg zum Herzogtum erhoben. Nach dem Erlöschen des Herzogtums kam es im Jahr 1863 zusammen mit dem Herzogtum Anhalt-Köthen zum Herzogtum Anhalt mit der Landeshauptstadt Dessau. Das Fürstentum Anhalt-Bernburg gliederte sich im 18. Jahrhundert im zwei Hauptgebiete – das Land Bernburg sowie das Gebiet im Vorharz. Das anhaltische Gebiet im Vorharz bestand aus fünf Justizämtern: Ballenstadt, Gernrode, Güntersberge, Harzgerode, Hoym. Das Amt Gernrode grenzte dabei im Norden und Westen an Preußen, Sitz des Amtes Gernrode war um 1739 der Fürstliche Amtshof. Das Gebäude befand sich westlich der Stiftskirche, vermutlich handelte es sich um den ehemaligen Äbtissinnen-Palas. Im frühen 18. Jahrhundert wurden Räume im südlichen Teil des ehemaligen Stiftsbezirkes für gelegentliche Aufenthalte der Anhalter Fürsten benutzt, sie waren wahrscheinlich vom Niveau her für eine Hofhaltung geeignet. Daher wurde dieser Teil von der Bevölkerung bald „das Schloss“ genannt; die sich heute an der noch erhaltenen Stiftsmauer befindliche Schlossallee erinnert daran. Ab dem Jahr 1721 wurde die Gemahlin des Fürsten Karl Friedrich, Wilhelmine Charlotte Reichsgräfin von Ballenstedt, die bürgerlicher Abstammung war, zusammen mit ihren Söhnen nach Gernrode verbannt. Die beiden Söhne trugen die Namen Friedrich und Carl Leopold. Friedrich starb 1758 in Gernrode, sein Bruder wurde General in Hessen-Kassel. Er starb dort 1769. Die Mutter der beiden war schon im Jahr 1740 in Gernrode gestorben.

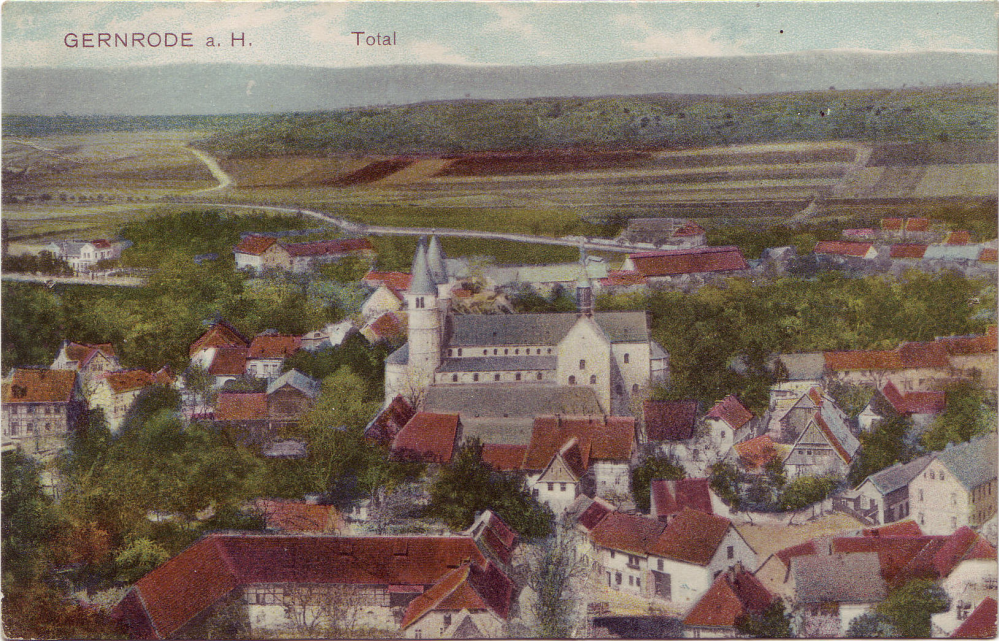
Stiftskirche und Umgebung um 1900

Der Stiftsbezirk wurde 1832 in eine Domäne umgewandelt, die Nutzung als landwirtschaftlicher Betrieb zog fast die Zerstörung der Stiftskirche und des Stiftsbezirkes nach sich. Die Domäne wurde 1858 zurückgekauft, ab dem Jahr 1859 wurde mit der Restaurierung der Kirche durch Ferdinand von Quast begonnen.
Von Bedeutung für die Stadt Gernrode war Fürst Victor Friedrich von Anhalt-Bernburg. Er regierte von 1721 bis 1765 im Stil der Zeit als ein absolutistischer Herrscher. Er hat sich in der Stadt ein Denkmal erbaut, als er 1754 auf dem Stubenberg anstelle einer Rasenbank ein Gästehaus, das heutige Hotel Stubenberghaus errichten ließ. Später wurde dieses Gästehaus umgebaut und erweitert und als Hotel genutzt. Johann Wolfgang von Goethe weilte hier im Jahr 1805 auf seiner vierten Harzreise. Der Fürst errichtete nicht nur dieses Gästehaus, sondern auch die Jagdhäuser Sternhaus und Viktorshöhe. Beide entwickelten sich später zu beliebten Ausflugszielen.
Das Stadtbild von Gernrode dürfte bis ins 18. Jahrhundert hinein mittelalterlich geprägt gewesen sein. Um 1700 herum lebten in der Stadt ca. 1000 Einwohner. Mit dem beginnenden 19. Jahrhundert veränderte sich auch der Charakter des Ortes, er begann zu einem Erholungsort zu werden. Zu dieser Zeit besuchten viele bekannte Personen den Ort Gernrode, besonders das Hotel auf dem Stubenberg mit seiner schönen Lage zog die Besucher an. So waren neben Goethe auch Heinrich von Kleist und Wilhelm von Kügelgen dort zu Gast. Für einen Sommerurlaub bot Gernrode gute Bedingungen, so das milde Klima und die Lage, die vielfältige Aktivitäten ermöglichten.
Durch den Fremdenverkehr entwickelte sich Gernrode zu einer modernen Kleinstadt, denn für die Urlauber musste die Infrastruktur auf Grund der steigenden Ansprüche verbessert werden. Daneben begann man mit dem Bau von Villen und Fabriken. Den Gästen standen zur damaligen Zeit auch drei Badeanstalten zur Verfügung, der Osterteich, das Schraderbad und das Ottobad.
Auch die Verkehrsanbindungen wurden in dieser Zeit stark verbessert, so wurde 1885 die Eisenbahnstrecke Quedlinburg-Aschersleben und im Jahr 1887 die Selketalbahn durch die damalige Gernröder-Harzgeröder-Eisenbahngesellschaft eröffnet.

### Das 20. Jahrhundert
Die Nachkriegsjahre brachten auch für Gernrode schwere Zeiten, Hunger und Entbehrung mit sich. Der Inflation zu Beginn der Weimarer Republik versuchte man in Gernrode wie auch andernorts durch die Ausgabe von Gutscheinen Herr zu werden.

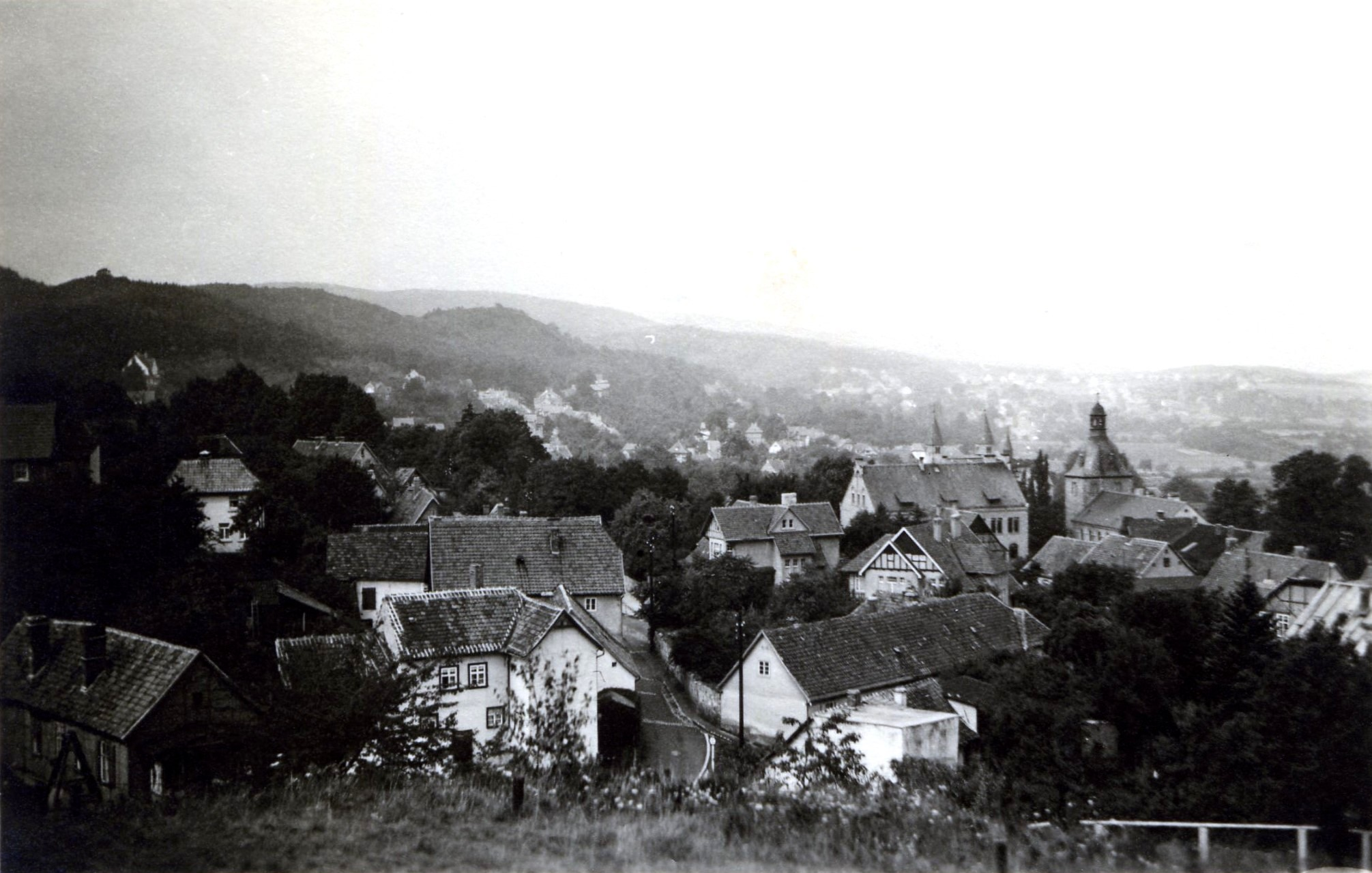
Blick auf Gernrode, August 1940

Ab dem Jahr 1933 kamen die Nationalsozialisten unter Adolf Hitler an die Macht – bei der Landtagswahl 1932 hatte das Land Anhalt bereits eine nationalsozialistische Regierung unter Dr. Alfred Freyberg erhalten. Von 1933 bis 1945 unterstand das Land Anhalt zusammen mit dem Land Braunschweig einem Reichsstatthalter mit besonderen Befugnissen. Das Land Anhalt bildete in dieser Zeit zusammen mit Teilen der ehemaligen preußischen Provinz Sachsen den Gau Magdeburg-Anhalt. Während dieser Zeit gab es in Gernrode auch eine Schule des BDM in einer Villa aus der Gründerzeit.
Während des Zweiten Weltkrieges mussten 178 Frauen und Männer verschiedener Nationalität, überwiegend Polen, in rüstungswichtigen Firmen Zwangsarbeit verrichten. Der Krieg brachte für Gernrode schwere Einbrüche in der Entwicklung, es waren etliche Verwundete und Verletzte zu beklagen. Am Ende des Krieges gab es einen enormen Zustrom an Flüchtlingen und Übersiedlern – die Einwohnerzahl überstieg in dieser Zeit die Zahl von 6000. Alle freien Betten der Stadt wurden zur Unterbringung genutzt.
Am 19. April 1945 wurde Gernrode kampflos von amerikanischen Truppen besetzt, diese machten den Stubenberg zu ihrem Hauptquartier. Sie setzten am 1. Mai 1945 Dietrich Wilde aus Suderode als neuen Bürgermeister ein. Nach der durch die Alliierten getroffene Einigung über die Aufteilung Deutschlands wurden die amerikanischen Truppen im Juni 1945 durch sowjetische ersetzt. 
Am 8. September 1946 fanden erste Gemeinde- und Kreiswahlen statt. Die Wahlen zum Landtag der Provinz Sachsen-Anhalt fanden am 20. Oktober 1946 statt – erster Ministerpräsident wurde Dr. Erhard Hübener. Im Jahr 1947 gab sich die Provinz eine Verfassung und nannte sich ab dem 25. Februar 1947 Land Sachsen-Anhalt.
Nach der Gründung der DDR 1949 wurde im Jahre 1952 eine Verwaltungsreform durchgeführt; die Hauptteile des Landes Sachsen-Anhalt wurden auf die zwei Bezirke Magdeburg und Halle aufgeteilt. Die Stadt Gernrode kam zusammen mit dem Landkreis Quedlinburg zum Bezirk Halle. Der Landkreis Quedlinburg und der ehemalige anhaltische Landkreis Ballenstedt wurden 1950 zusammengelegt.

In Gernrode wurde mit dem Aufbau des FDGB-Feriendienstes begonnen – dies führte zu steigenden Übernachtungszahlen. Das Hotel Stubenberg wurde 1948 eines der ersten FDGB-Ferienheime. Im Jahr 1952 begann man mit dem Bau des Ferienheimes Fritz Heckert, dabei handelt es sich um das erste neu gebaute Ferienheim der Gewerkschaft. Daneben gab es noch das Ferienheim Freundschaft, ein ehemaliges Töchterheim. Während dieser Zeit wurden von den Betrieben zahlreiche Betriebsferienheime errichtet – zumeist in den ehemaligen Töchterheimen, die inzwischen überflüssig geworden waren. Diese zahlreichen Übernachtungsmöglichkeiten führten zu einer enormen Anzahl von Urlaubern. 

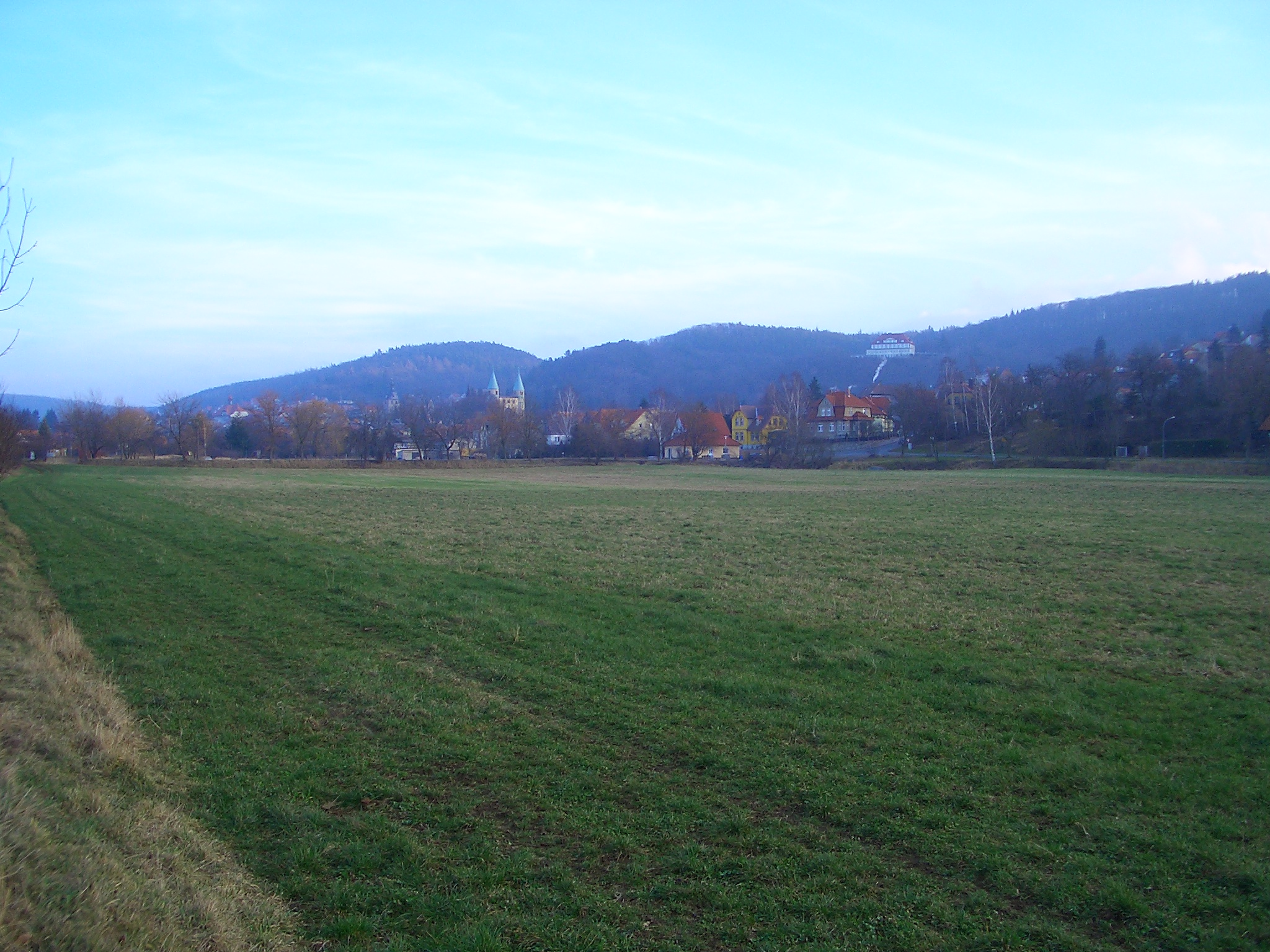
Ortsansicht von Gernrode

1961 wurde in Gernrode die 1000-Jahr-Feier festlich begangen.
In Gernrode gab es nicht nur Tourismus, sondern auch Industrie; so wurde 1960 der VEB Harzer Uhren gegründet, dieser entstammte einer privaten Uhrmacherfirma – der Betrieb begann 1969 mit der Produktion der Harzer Kuckucksuhren. Sie werden noch heute unter dem Namen Harzer Uhren produziert. Daneben gab es in Gernrode Betriebe zur Produktion von Polstermöbeln sowie zur Herstellung von Getränken und Spirituosen. In der Landwirtschaft wurden die Flächen der Bauern zu einer LPG zusammengefasst – sie deckte das ganze Spektrum der Landwirtschaft ab von Obstanbau über Viehzucht bis zum Ackerbau. In Gernrode hatte es vor dem Krieg schon eine Baumschule Teickner gegeben. Diese wurde 1972 zusammen mit einer Baumschule in Blankenburg zum VEG Saatzucht, Baumschulen und Landschaftsgestaltung Gernrode zusammengeschlossen. Im Jahr 1989 feierte man in Gernrode die Verleihung des Stadtrechtes vor 450 Jahren im Jahr 1539.
Die Umwälzungen beim Niedergang der DDR im Herbst 1989 brachten das Ende des Feriendienstes der Gewerkschaften und der Ferienheime der meisten Betriebe; es kam zu einem enormen Einbruch in den Urlauberzahlen. Die ehemaligen Ferienheime wurden bis auf den Stubenberg geschlossen.
Nach der Wiedervereinigung 1990 schlossen sich die ehemaligen Bezirke Halle und Magdeburg zum Land Sachsen-Anhalt zusammen. Am 14. Oktober 1990 wurde der erste Landtag des neuen Bundeslandes gewählt.

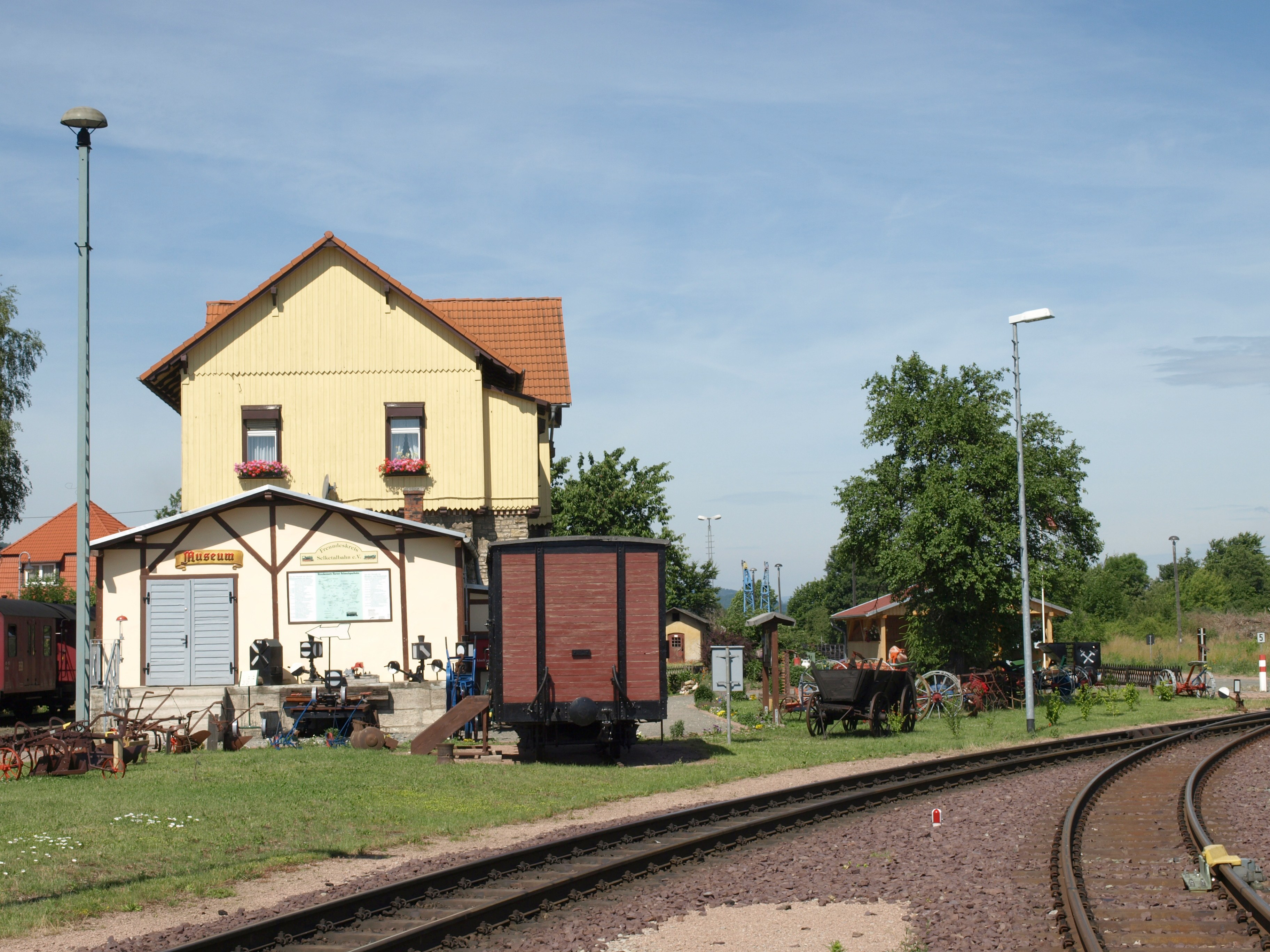
Bahnhof der Selketalbahn

Mit dem Wegbleiben der Urlauber und der Schließung der Betriebe kam es zu einem starken Anstieg der Arbeitslosigkeit. Es wurde versucht, Nutzungskonzepte für die ehemaligen Ferienheime zu finden, was misslang; die ehemaligen Ferienheime Fritz-Heckert und Freundschaft sind stark verfallen und müssen wahrscheinlich abgerissen werden. Der Stubenberg konnte 1992 an einen privaten Investor verkauft werden und wurde als Hotel wiedereröffnet. Einige der in Gernrode angesiedelten Betriebe überstanden zwar die Wende, allerdings stark verkleinert.
Die Stadt war seit dem 1. Januar 1994 Teil und Sitz der Verwaltungsgemeinschaft Gernrode/Harz. Zu ihr gehörten neben der Stadt Gernrode die Gemeinden Rieder, Bad Suderode, Friedrichsbrunn und Stecklenberg.

### Das 21. Jahrhundert
Seit dem 4. März 2006 hat die schmalspurige Selketalbahn wieder Anschluss an das normale Schienennetz. Der planmäßige Verkehr wurde am 26. Juni 2006 – pünktlich zum Harzfest in Gernrode aufgenommen.
Mit der am 1. Juli 2007 in Sachsen-Anhalt in Kraft getretenen neuen Kreisgebietsstruktur gehört Gernrode zum neuen Landkreis Harz.
Zum 1. Januar 2011 wurde aufgrund der Gemeindegebietsreform Gernrode ein Stadtteil von Quedlinburg. Eine Klage gegen die Zwangseingemeindung und für eine Einheitsgemeinde Gernrode mit Bad Suderode und Rieder hatte keine aufschiebende Wirkung. Am 19. Februar 2013 erklärte das Landesverfassungsgericht die Eingemeindung für verfassungswidrig und hob sie auf, Gernrode war wieder selbständig. Zum 1. Januar 2014 wurde Gernrode dann gemeinsam mit Bad Suderode wiederum nach Quedlinburg eingemeindet.
Am 1. Juli 2014 ist das neue Kommunalverfassungsgesetz des Landes Sachsen-Anhalt in Kraft getreten. In dessen §14 (2) wird den Gemeinden die Möglichkeit gegeben, den Ortsteilen, die vor der Eingemeindung Städte waren, diese Bezeichnung zuzuerkennen. Die Stadt Quedlinburg hat von dieser Regelung Gebrauch gemacht. Ihre geänderte Hauptsatzung stammt vom 12. März 2015. Im §1 (3) werden die Ortsteile und Ortschaften mit ihren amtlichen Namen aufgeführt.